# ادوارد پارتسیکیان
ادوارد خاچیکی پارتسیکیان (ارمنی: Էդվարդ Խաչիկի Պարցիկյանը؛ زادهٔ ۵ ژوئیهٔ ۱۹۷۶) یک بازیکن فوتبال در پست هافبک اهل ارمنستان است. وی شهروندی روسیه را نیز دارد.

## باشگاهی
از باشگاه‌هایی که در آن بازی کرده‌است می‌توان به ژمچوژینا سوچی، روبین کازان پیونیک و سوچی-۰۴ اشاره کرد.

## تیم ملی
وی همچنین در تیم ملی فوتبال ارمنستان بازی کرده‌است. پارتسیکیان نخستین بازی ملی خود را که یک بازی دوستانه بود در تاریخ ۱۲ فوریه ۲۰۰۳ در رمت گن در مقابل اسرائیل انجام داده‌است.